# 770 Bali
A 770 Bali (ideiglenes jelöléssel 1913 TE) a Naprendszer kisbolygóövében található aszteroida. A. Massinger fedezte fel 1913. október 31-én.